# Los Azulejos Campestre
Los Azulejos Campestre är en ort i Mexiko.   Den ligger i kommunen Torreón och delstaten Coahuila, i den centrala delen av landet, 800 km nordväst om huvudstaden Mexico City. Los Azulejos Campestre ligger 1 118 meter över havet och antalet invånare är 133.
Terrängen runt Los Azulejos Campestre är mycket platt. Runt Los Azulejos Campestre är det ganska tätbefolkat, med 214 invånare per kvadratkilometer. Närmaste större samhälle är Torreón, 12,7 km sydväst om Los Azulejos Campestre. Omgivningarna runt Los Azulejos Campestre är i huvudsak ett öppet busklandskap.